# Annibale Gatti

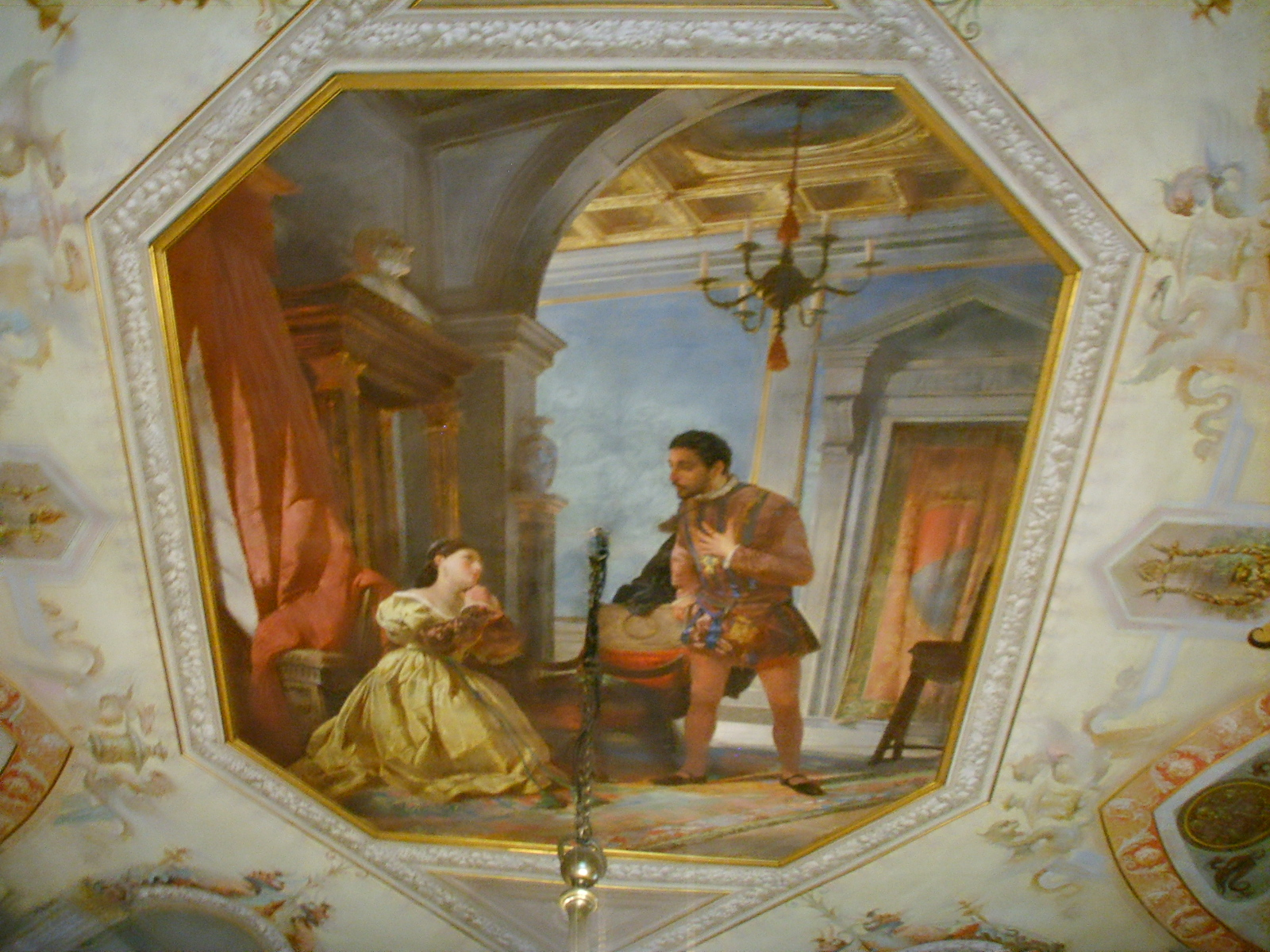
Palazzo Sacrati, Francesco I e Bianca Cappello di Annibale Gatti

Annibale Gatti (Forlì, 1827 – Firenze, 1909) è stato un pittore italiano.

## Biografia
Compì gli studi presso l'Accademia di belle arti di Firenze, dove fu allievo di Tommaso Gazzarrini e di Giuseppe Bezzuoli. Eseguì numerosi cicli di affreschi nelle residenze della ricca borghesia toscana della seconda metà dell'Ottocento tra i quali ricordiamo a Firenze: palazzo Giustini poi Bastogi (1861), palazzo di Valfonda, palazzo Strozzi di Mantova, palazzo Wilson Gattai, palazzo Temple Leader, appartamenti della Meridiana e sala del Trono in palazzo Pitti, villa Fabbricotti, villa Stibbert, villa Il Larione, villa Favard sul lungarno nuovo e villa Favard a Rovezzano; a Livorno villa Mimbelli; a Pisa dipinse i soffitti di palazzo Toscanelli, oggi sede dell'Archivio di Stato.
Anche all'interno della cattedrale di Santa Maria Assunta e di San Genesio, a San Miniato, si trovano affreschi di Gatti.
Egli eseguì inoltre gli affreschi e il sipario nel Teatro Verdi di Pisa, il sipario nel teatro del Cairo in Egitto, andato poi distrutto a causa di un incendio, ed il sipario del Teatro Guglielmi di Massa (MS). Lavorò inoltre nel santuario della Madonna del Transito di Canoscio, frazione di Città di Castello, e nel santuario di Santa Verdiana a Castelfiorentino (1863-1870).

## Annibale Gatti nei musei
- Museo civico Giovanni Fattori di Livorno